# 長快 (仏師)
長快（ちょうかい、生没年未詳）は、 鎌倉時代の慶派仏師。

## 略歴
阿弥号は定阿弥陀仏。快慶の弟子だが、湛慶も補佐し法橋位を得たという。1256年（建長8年）、湛慶に従い奈良東大寺講堂で文殊菩薩像を制作したが現存しない。（この時、兄弟子の栄快が地蔵菩薩像を制作した。）蓮華王院本堂の千体千手観音のうち28体に1256年（建長8年）に長快が実験した旨を示す銘があり、もう1体には長快自身が結縁した銘がある。また、蓮華王院から移されたとみられる朝光寺の像にも「実検了/長快」の銘がある。

## 現存作品
- 「弘法大師像」 六波羅蜜寺蔵 制作時期不明
- 「木造十一面観音立像」 パラミタミュージアム蔵 1256年（建長8年）以前の作。右足枘の外側に「巧匠定阿弥陀佛長快」銘。師・快慶作の長谷寺の本尊・十一面観音像（現存せず）を8分の1のサイズで忠実に模刻したもので、長谷観音の余材で作られた。もとは、興福寺禅定院観音堂本像であった可能性が高い。